# Liste der Baudenkmäler in Oberhaching

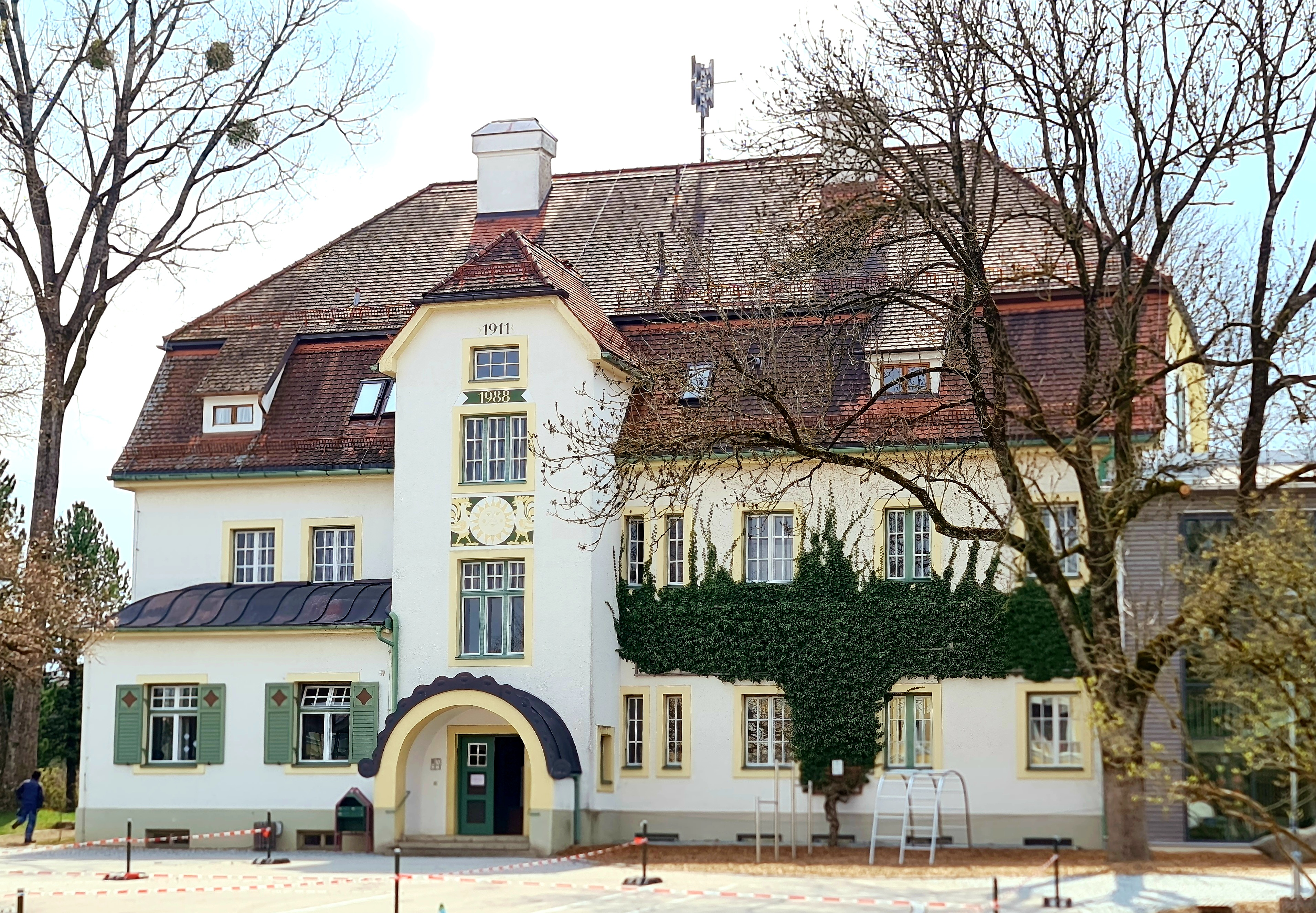
Schulhaus in Oberhaching, erbaut 1911

Auf dieser Seite sind die Baudenkmäler in der oberbayerischen Gemeinde Oberhaching zusammengestellt. Diese Tabelle ist eine Teilliste der Liste der Baudenkmäler in Bayern. Grundlage ist die Bayerische Denkmalliste, die auf Basis des Bayerischen Denkmalschutzgesetzes vom 1. Oktober 1973 erstmals erstellt wurde und seither durch das Bayerische Landesamt für Denkmalpflege geführt wird. Die folgenden Angaben ersetzen nicht die rechtsverbindliche Auskunft der Denkmalschutzbehörde.

## Baudenkmäler nach Ortsteilen

### Oberhaching
| Lage                               | Objekt                                                      | Beschreibung | Akten-Nr.     | Bild                                 |
| ---------------------------------- | ----------------------------------------------------------- | --- | ------------- | ------------------------------------ |
| Bachweg 3 (Standort)               | Wohnteil des ehemaligen Bauernhauses                        | Zweigeschossiger Einfirsthof mit flachem Satteldach, Blockbau-Obergeschoss und umlaufender Laube, wohl 18. Jahrhundert | D-1-84-134-1  | Wohnteil des ehemaligen Bauernhauses |
| Hahilingastraße 1, 1 c (Standort)  | Ehemaliges Bauernhaus, sogenannt Beim Lippenbauern          | Zweigeschossiger Einfirsthof mit Satteldach, Balkonen mit Aussägearbeiten und geschnitzter Haustür, um 1860, Bemalung modern | D-1-84-134-3  | weitere Bilder                       |
| Hahilingastraße 3 (Standort)       | Wohnteil eines Bauernhauses                                 | zweigeschossiger Satteldachbau, ehemaliger doppelgeschossiger Blockbau, 1647–49 (dendro.-dat.), im 19. Jh. Erdgeschoss weitgehend versteinert, insgesamt verputzt und mit Balkon mit Brettbalustern im Süden. | D-1-84-134-64 | Wohnteil eines Bauernhauses          |
| Kirchplatz (Standort)              | Katholische Pfarrkirche St. Stephan                         | Romanische Chorturmkirche mit angefügter zweigeschossiger Sakristei, 13. Jahrhundert, Neubau des barocken Langhauses mit Strebepfeiler durch Georg Persch, 1725/26, neue Langhausmauern, Verlängerung und Umgestaltung der Fassade im Stil der Neugotik durch Gottfried Fischer, 1843; mit Ausstattung Friedhofsmauer, massives Fundament mit eisernem Geländer, nach 1918 Kriegerdenkmal, moderne Kriegerfigur auf hohem Postament, nach 1918 Grabkreuze, schmiedeeisern, 18./19. Jahrhundert | D-1-84-134-5  | weitere Bilder                       |
| Kirchplatz 12 (Standort)           | Schulhaus                                                   | Zweigeschossiger Massivbau mit Flachwalmdach und spätklassizistischer Putzgliederung, 1872 | D-1-84-134-7  | weitere Bilder                       |
| Kirchplatz 12 (Standort)           | Schulhaus                                                   | Zweigeschossiger Massivbau mit Halbwalmdach und Zwerchhaus, im Stil des reduzierten Historismus mit Anklängen des Jugendstils, bezeichnet mit 1911 | D-1-84-134-8  | weitere Bilder                       |
| Kirchplatz 18 (Standort)           | Wohnhaus                                                    | Kleiner biedermeierlicher Massivbau mit Satteldach, drittes Viertel 19. Jahrhundert | D-1-84-134-9  | weitere Bilder                       |
| Lanzenhaarer Straße (Standort)     | Wegkapelle                                                  | Offener Massivbau mit geschwungenem Satteldach, 19. Jahrhundert | D-1-84-134-11 | weitere Bilder                       |
| Lanzenhaarer Straße 3 b (Standort) | Wohnteil des ehemaligen Bauernhauses, sogenannt Beim Mesner | Zweigeschossiger Blockbau mit flachem Satteldach und Laube, um 1700 | D-1-84-134-10 | weitere Bilder                       |

### Deisenhofen
| Lage                               | Objekt                                      | Beschreibung | Akten-Nr.     | Bild              |
| ---------------------------------- | ------------------------------------------- | --- | ------------- | ----------------- |
| Bahnhofplatz 1 (Standort)          | Empfangsgebäude des Bahnhofes Deisenhofen   | Dreigeschossiger Putzbau mit reichen Backsteingliederungen und flachem Satteldach, um 1875                                                                                           | D-1-84-134-13 | weitere Bilder    |
| Bahnhofstraße 36 (Standort)        | ehemaliges Postamt                          | Zweigeschossiger Satteldachbau mit Putzgliederungen, im Stil der bayerischen Postbauschule, von Robert Vorhoelzer und Fritz Norkauer, 1925                                           | D-1-84-134-52 | weitere Bilder    |
| Bergstraße 22 (Standort)           | Kapellenbildstock                           | Kleiner Putzbau mit Satteldach, letztes Viertel 19. Jahrhundert | D-1-84-134-16 | Kapellenbildstock |
| Gartenstraße 29 (Standort)         | Wasserturm                                  | Historisierender Rundbau mit reicher Gliederung, Zeltdach und Laterne, 1898 | D-1-84-134-14 | weitere Bilder    |
| Hubertusplatz 3 (Standort)         | Ehemaliges Bauernhaus, sogenannt Demmelhaus | Kleine zweigeschossige Einfirstanlage in Blockbauweise mit flachem Satteldach und umlaufender Laube, Anfang 18. Jahrhundert                                                          | D-1-84-134-15 | weitere Bilder    |
| Ödenpullacher Straße 10 (Standort) | Villa                                       | Zweigeschossiger Mansardwalmdachbau mit vorkragendem Traufgesims, profilierten Geschossbändern und halbrundem Erkervorbau mit neobarocker Terrassenbrüstung, um 1912 Mit Einfriedung | D-1-84-134-54 | weitere Bilder    |

### Furth
| Lage                          | Objekt                                                     | Beschreibung | Akten-Nr.     | Bild           |
| ----------------------------- | ---------------------------------------------------------- | --- | ------------- | -------------- |
| Bachweg 22 (Standort)         | Ehemaliges Bauernhaus                                      | Kleine zweigeschossige Einfirstanlage mit flachem Satteldach, im Kern zweite Hälfte 17. Jahrhundert, Blockbau des Wohnteils um 1800 erneuert und ab mittlerem 19. Jahrhundert zum Teil ausgemauert | D-1-84-134-17 | weitere Bilder |
| Nähe Kapellensteig (Standort) | Wegkapelle                                                 | Kleiner Putzbau mit geradem Chorschluss und Dachreiter, Neubau nach Erdrutsch, 1951 | D-1-84-134-18 | weitere Bilder |
| Hahilingastraße 45 (Standort) | Wohnteil des ehemaligen Hakenhofes, sogenannt Beim Melcher | Zweigeschossiger Flachsatteldachbau mit Blockbau-Obergeschoss und traufseitiger Laube, erste Hälfte 18. Jahrhundert                                                                                | D-1-84-134-19 | weitere Bilder |
| Hahilingastraße 47 (Standort) | Bauernhof in Hakenform, sogenannt Beim Neumair             | Zweigeschossiger Flachsatteldachbau mit verputztem Wohnteil und Balkonen mit Aussägearbeiten, drittes Viertel 19. Jahrhundert                                                                      | D-1-84-134-20 | weitere Bilder |

### Gerblinghausen
| Lage                                  | Objekt                                         | Beschreibung | Akten-Nr.     | Bild                                           |
| ------------------------------------- | ---------------------------------------------- | --- | ------------- | ---------------------------------------------- |
| Glasbauerweg 3 (Standort)             | Hofkapelle                                     | Kleiner Putzbau mit eingezogener Apsis und Dachreiter mit Spitzhelm, erste Hälfte 18. Jahrhundert; mit Ausstattung                                          | D-1-84-134-21 | weitere Bilder                                 |
| Glasbauerweg 3 (Standort)             | Ehemaliger Getreidekasten                      | Zweigeschossiger Blockbau mit flachem Satteldach und Resten von alter Bemalung, 18. Jahrhundert                                                             | D-1-84-134-22 | Ehemaliger Getreidekasten                      |
| Bauernweg 4 (Standort)                | Bauernhof, sogenannt Beim Baurn                | Zweigeschossiger Einfirsthof mit flachem Satteldach und befenstertem Kniestock, reichen Putzgliederungen, Medaillons und Balkonen mit Aussägearbeiten, 1887 | D-1-84-134-23 | weitere Bilder                                 |
| Bailweg 1; Fischhaberweg 8 (Standort) | Bauernhaus, sogenannt Beim Fischhaber          | Zweigeschossiger Einfirsthof mit flachem Satteldach, Blockbau-Obergeschoss, umlaufender Laube und verbretterter Hochlaube, um 1800                          | D-1-84-134-24 | Bauernhaus, sogenannt Beim Fischhaber          |
| Hubelfeld (Standort)                  | Wegweiser nach Jettenhausen                    | Aus Gusseisen, um 1860/70 | D-1-84-134-26 | Wegweiser nach Jettenhausen                    |
| Kirchfeld (Standort)                  | Wegweiser nach Gumpertshausen und Jettenhausen | Aus Gusseisen, um 1860/70 | D-1-84-134-27 | Wegweiser nach Gumpertshausen und Jettenhausen |

### Jettenhausen
| Lage                                | Objekt                                                     | Beschreibung | Akten-Nr.     | Bild                                                       |
| ----------------------------------- | ---------------------------------------------------------- | --- | ------------- | ---------------------------------------------------------- |
| Jettenhausen 3 (Standort)           | Bauernhof, sogenannt Beim Bock                             | Zweigeschossiger Einfirsthof in Blockbauweise mit umlaufender Laube und verbrettertem Kniestock, erste Hälfte 17. Jahrhundert, flaches Satteldach 18. Jahrhundert Ehemaliger Getreidekasten, Blockbau, wohl 18. Jahrhundert | D-1-84-134-28 | weitere Bilder                                             |
| Gemeindeholz (Standort)             | Wegkapelle                                                 | Massive Nischenkapelle mit Portikus, zweites Viertel 19. Jahrhundert | D-1-84-134-29 | Wegkapelle                                                 |
| Gemeindeholz (Standort)             | Wegweiser nach Kreuz- und Oedenpullach                     | Gusseisen, um 1860/70 | D-1-84-134-30 | Wegweiser nach Kreuz- und Oedenpullach                     |
| Jettenhausen 5; 5a und 7 (Standort) | Wegweiser nach Großdingharting und Ortsschild Jettenhausen | Gusseisen, um 1860/70 | D-1-84-134-31 | Wegweiser nach Großdingharting und Ortsschild Jettenhausen |
| In Jettenhausen (Standort)          | Wegweiser nach Ebertshausen und Wolfratshausen             | Gusseisen, um 1860/70 | D-1-84-134-32 | Wegweiser nach Ebertshausen und Wolfratshausen             |
| In Jettenhausen (Standort)          | Wegweiser nach Gerblingshausen                             | Aus Gusseisen, um 1860/70 | D-1-84-134-33 | Wegweiser nach Gerblingshausen                             |

### Kreuzpullach
| Lage                       | Objekt                                                         | Beschreibung | Akten-Nr.     | Bild                                                           |
| -------------------------- | -------------------------------------------------------------- | --- | ------------- | -------------------------------------------------------------- |
| In Kreuzpullach (Standort) | Katholische Wallfahrtskirche Heilig Kreuz                      | Barocker Saalbau mit Lisenengliederung, Volutengiebel und eingezogenem Polygonalchor mit Glockenhaubenturm, eventuell von Philipp Köglsperger oder Antonio Viscardi, Neubau 1709/10; mit Ausstattung. Dieses Gebäude wird mit Hilfe einer Tafel auch als (Geschütztes Kulturgut) ausgewiesen. Friedhofsmauer, verputzt Friedhofskapelle, kleiner Putzbau mit Satteldach, 18. Jahrhundert | D-1-84-134-34 | weitere Bilder                                                 |
| Kreuzpullach 1 (Standort)  | Bauernhaus, sogenannt Beim Neumair                             | Ehemaliger Einfirsthof mit flachem Satteldach und traufseitiger Laube, Wohnteil verputzt, um 1800, Wirtschaftsteil Ende 19. Jahrhundert | D-1-84-134-35 | weitere Bilder                                                 |
| Kreuzpullach 4 (Standort)  | Wohnteil des ehemaligen Bauernhauses, sogenannt Beim Schaffler | Zweigeschossiger Flachsatteldachbau mit verbrettertem Blockbau-Obergeschoss und umlaufender Laube, 18. Jahrhundert | D-1-84-134-36 | Wohnteil des ehemaligen Bauernhauses, sogenannt Beim Schaffler |
| Kreuzpullach 5 (Standort)  | Ehemaliges Schlösschen und Benefiziatenhaus                    | Zweigeschossiger barocker Satteldachbau mit reicher Putzgliederung und abgerundeten Ecken, bildet mit der Wallfahrtskirche eine Baugruppe, 1710/11, 1862 Teilabbruch Toreinfahrt, barocke massive Pfeiler mit bekrönender Kugel, gleichzeitig | D-1-84-134-37 | weitere Bilder                                                 |
| In Kreuzpullach (Standort) | Ortsschild Kreuzpullach und Wegweiser                          | Gusseisen, um 1860/70 | D-1-84-134-38 | Ortsschild Kreuzpullach und Wegweiser                          |
| Biberger Feld (Standort)   | Wegweiser nach Oberbiberg und Jettenhausen                     | Gusseisen, um 1860/70 | D-1-84-134-39 | Wegweiser nach Oberbiberg und Jettenhausen                     |
| Gleißental (Standort)      | Wegkapelle St. Georg                                           | Massive Nischenkapelle mit Portikus, zweites Viertel 19. Jahrhundert | D-1-84-134-58 | weitere Bilder                                                 |

### Laufzorn
| Lage                               | Objekt                                                        | Beschreibung | Akten-Nr.     | Bild           |
| ---------------------------------- | ------------------------------------------------------------- | --- | ------------- | -------------- |
| Gut Laufzorn 1, 2, 3, 4 (Standort) | Ehemaliges Jagdschloss Herzog Wilhelms V. und Hofmarksschloss | Zweigeschossiger Satteldachbau der Renaissance mit dreiachsigen Zwerchgiebeln und überdachter zweiläufiger Freitreppe, 1508–50, in historisierenden Formen erneuert zweite Hälfte 19. Jahrhundert, im Eingangsraum Römerstein, figürliche Plastik Gutshof, südliches Wirtschaftsgebäude, zweigeschossiger Satteldachbau, im Kern wohl noch 18. Jahrhundert Westliches Wirtschaftsgebäude, Satteldachbau, wohl zweite Hälfte 19. Jahrhundert | D-1-84-134-40 | weitere Bilder |

### Oberbiberg
| Lage                               | Objekt                                              | Beschreibung | Akten-Nr.     | Bild                                      |
| ---------------------------------- | --------------------------------------------------- | --- | ------------- | ----------------------------------------- |
| Dietramszeller Straße 1 (Standort) | Hakenhof mit Nebengebäude, sogenannt Beim Schlosser | Bezeichnet mit 1883 Wohnstallhaus, zweigeschossiger Massivbau mit flachem Satteldach, befenstertem Kniestock, reichen Neurenaissance-Putzgliederungen und eisernen Balkonen, Wirtschaftsteil hakenförmig angeschlossen Remise und Stadel, Holzständerbaukonstruktion mit Satteldach und teilweise ausgemauertem Erdgeschoss     | D-1-84-134-42 | weitere Bilder                            |
| Dietramszeller Straße 1 (Standort) | Wegkapelle                                          | Kleiner unverputzter Backsteinbau mit Satteldach, um 1890; mit Ausstattung | D-1-84-134-45 | Wegkapelle                                |
| Marienplatz (Standort)             | Katholische Filialkirche Mariä Geburt               | Hoher Saalbau im Stil der Spätgotik mit stark eingezogenem Polygonalchor, verschindeltem Dachreiter mit Haubendach und angefügter Sakristei, Mitte 15. Jahrhundert; mit Ausstattung | D-1-84-134-41 | weitere Bilder                            |
| Marienplatz 1 (Standort)           | Gasthaus Kandler                                    | Zweigeschossiger Satteldachbau mit Kniestock, Trauf- und Giebelschrot, Mitte 19. Jahrhundert, Kniestock und Dachveränderung, 1948; mit Ausstattung der Gaststätte, 1923 Stallstadel, zweigeschossiger Satteldachbau mit verschaltem Obergeschoss, 1909 Kegelbahn, eingeschossiger, hölzerner Satteldachbau, bezeichnet mit 1905 | D-1-84-134-57 | weitere Bilder                            |
| Stauchartinger Weg 2 (Standort)    | Ehemaliges Bauernhaus, sogenannt Beim Bichlmair     | Zweigeschossiger verputzter Einfirsthof mit flachem Satteldach, umlaufender Laube, Giebellaube und Lüftlmalerei, am Wirtschaftsteil Bundwerk, um 1800 | D-1-84-134-43 | weitere Bilder                            |
| Hubelfeld (Standort)               | Wegkapelle                                          | Kleiner verputzter Nischenbau mit flachem Satteldach, um 1890; mit Ausstattung | D-1-84-134-46 | weitere Bilder                            |
| Endlhauser Feld (Standort)         | Wegkapelle                                          | Kleiner unverputzter Backsteinbau, um 1890 | D-1-84-134-47 | weitere Bilder                            |
| Stauchartinger Weg 2 (Standort)    | Wegweiser nach Sauerlach und Dietramszell           | Gusseisen, um 1860/70 | D-1-84-134-48 | Wegweiser nach Sauerlach und Dietramszell |
| In Oberbiberg (Standort)           | Wegweiser nach Kreuzpullach                         | Aus Gusseisen, um 1860/70 | D-1-84-134-49 | Wegweiser nach Kreuzpullach               |
| In Oberbiberg (Standort)           | Wegkreuz                                            | Kruzifix mit filigraner Einhausung aus getriebenem Eisen und gusseisernem Corpus, bezeichnet 1890 | D-1-84-134-59 | Wegkreuz                                  |

### Ödenpullach
| Lage                          | Objekt                                          | Beschreibung | Akten-Nr.     | Bild                                           |
| ----------------------------- | ----------------------------------------------- | --- | ------------- | ---------------------------------------------- |
| Ödenpullach 3 (Standort)      | Wohnteil des Einfirsthofes, sogenannt Beim Ertl | Zweigeschossiger Flachsatteldachbau mit Blockbau-Obergeschoss, umlaufender Laube und verbretterter Hochlaube, Anfang 18. Jahrhundert Getreidekasten, Blockbau, 17./18. Jahrhundert, in jüngeren Bau integriert | D-1-84-134-50 | weitere Bilder                                 |
| Dinghartinger Feld (Standort) | Wegweiser nach Großdingharting und Deisenhofen  | Gusseisen, um 1860/70 | D-1-84-134-51 | Wegweiser nach Großdingharting und Deisenhofen |
| Ödenpullach 2 (Standort)      | Wegweiser nach Kreuzpullach                     | Gusseisen, um 1860/70 | D-1-84-134-53 | Wegweiser nach Kreuzpullach                    |

## Ehemalige Baudenkmäler
In diesem Abschnitt sind Objekte aufgeführt, die früher einmal in der Denkmalliste eingetragen waren, jetzt aber nicht mehr. Objekte, die in anderem Zusammenhang also z. B. als Teil eines Baudenkmals weiter eingetragen sind, sollen hier nicht aufgeführt werden. Aktennummern in diesem Abschnitt sind ehemalige, jetzt nicht mehr gültige Aktennummern.

| Lage                                                                        | Objekt                                       | Beschreibung                                                  | Akten-Nr.     | Bild |
| --------------------------------------------------------------------------- | -------------------------------------------- | ------------------------------------------------------------- | ------------- | ---- |
| Deisenhofen Tölzer Straße, bei Nummer 44 (Standort)                         | Kapellenbildstock                            | 19. Jahrhundert.                                              | D-1-84-134-16 | BW   |
| Gerblinghausen Am südwestlichen Ortsrand neben dem Weg nach Ebertshausen () | Wegweiser am Weg nach Ebertshausen           | Gusseisen, um 1860/1870. Im Jahr 2011 nicht mehr nachgewiesen | D-1-84-134-25 |      |
| Oberbiberg Stauchartinger Weg 10 (Standort)                                 | Ehemaliges Bauernhaus, sogenannt Beim Mesner | Geschlämmter Blockbau mit Laube, erste Hälfte 19. Jahrhundert | D-1-84-134-44 | BW   |

## Abgegangene Baudenkmäler
In diesem Abschnitt sind Objekte aufgeführt, die früher einmal in der Denkmalliste eingetragen waren, jetzt aber nicht mehr existieren, z. B. weil sie abgebrochen wurden. Aktennummern in diesem Abschnitt sind ehemalige, jetzt nicht mehr gültige Aktennummern.

| Lage                                                | Objekt                    | Beschreibung | Akten-Nr.     | Bild                      |
| --------------------------------------------------- | ------------------------- | --- | ------------- | ------------------------- |
| Oberhaching Kirchplatz 1 (Standort)                 | Ehemals Gasthaus Forstner | Stattlicher Eckbau mit Halbwalmdach, um 1810/1820. Ehemals Gasthof Forstner, 1994 von der Gemeinde Oberhaching erworben, 1997 abgebrochen. Anschließend Neubau (Bild) am gleichen Ort in den Formen des Vorgängerbaus                               | D-1-84-134-6  | Ehemals Gasthaus Forstner |
| Deisenhofen Bahnhofstraße 30 (Standort)             | Einfamilienhaus           | Im Landhausstil, erdgeschossiger, malerischer Bau mit hohem, steilem Satteldach, asymmetrischen Erkerausbauten und vorkragenden, teils holzverschindelten Giebelpartien; um 1910 auf Eckgrundstück errichtet; mit parkartigem Umgriff. Jetzt Neubau |               | BW                        |
| Oberhaching Tölzer Straße, bei Nummer 44 (Standort) | Kapellenbildstock         | Gemauert, Satteldach, letztes Viertel 19. Jahrhundert; Mit Ausstattung. Jetzt Neubau Wohnanlage | D-1-84-134-12 | BW                        |